# NEA Jazz Masters
Jazz Masters Award – doroczna nagroda przyznawana muzykom jazzowym przez The National Endowment for the Arts (NEA), niezależną agencję federalnego rządu Stanów Zjednoczonych. Została ustanowiona w 1982 i jednorazowo może ją otrzymać nie więcej niż siedmioro muzyków. Jest to najbardziej zaszczytne wyróżnienie amerykańskie w dziedzinie jazzu, przyznawane wybitnym artystom – na ogół pod koniec kariery – za całokształt dokonań. W wyjątkowych wypadkach nagradzane są osobistości jazzu (promotorzy, producenci płytowi, publicyści) niebędące muzykami. Przyznanie nagrody jest ogłaszane w roku poprzedzającym jej oficjalne wręczenie.

## Laureaci
- 1982 Roy Eldridge, Dizzy Gillespie, Sun Ra
- 1983 Count Basie, Kenny Clarke, Sonny Rollins
- 1984 Ornette Coleman, Miles Davis, Max Roach
- 1985 Gil Evans, Ella Fitzgerald, Jo Jones
- 1986 Benny Carter, Dexter Gordon, Teddy Wilson
- 1987 Cleo Patra Brown, Melba Liston, Jay McShann
- 1988 Art Blakey, Lionel Hampton, Billy Taylor
- 1989 Barry Harris, Hank Jones, Sarah Vaughan
- 1990 George Russell, Cecil Taylor, Gerald Wilson
- 1991 Danny Barker, Buck Clayton, Andy Kirk, Clark Terry
- 1992 Betty Carter, Dorothy Donegan, Harry „Sweets” Edison
- 1993 Milt Hinton, Jon Hendricks, Joe Williams
- 1994 Louie Bellson, Ahmad Jamal, Carmen McRae
- 1995 Ray Brown, Roy Haynes, Horace Silver
- 1996 Tommy Flanagan, J.J. Johnson, Benny Golson
- 1997 Billy Higgins, Milt Jackson, Anita O’Day
- 1998 Ron Carter, James Moody, Wayne Shorter
- 1999 Dave Brubeck, Art Farmer, Joe Henderson
- 2000 David Baker, Donald Byrd, Marian McPartland
- 2001 John Lewis, Jackie McLean, Randy Weston
- 2002 Frank Foster, Percy Heath, McCoy Tyner
- 2003 Jimmy Heath, Elvin Jones, Abbey Lincoln
- 2004 Jim Hall, Chico Hamilton, Herbie Hancock, Luther Henderson, Nancy Wilson, Nat Hentoff
- 2005 Kenny Burrell, Paquito D'Rivera, Slide Hampton, Shirley Horn, Artie Shaw, Jimmy Smith, George Wein
- 2006 Ray Barretto, Tony Bennett, Bob Brookmeyer, Chick Corea, Buddy DeFranco, Freddie Hubbard, John Levy
- 2007 Toshiko Akiyoshi, Curtis Fuller, Ramsey Lewis, Dan Morgenstern, Jimmy Scott, Frank Wess, Phil Woods
- 2008 Candido Camero, Andrew Hill, Quincy Jones, Tom McIntosh, Gunther Schuller, Joe Wilder
- 2009 George Benson, Jimmy Cobb, Lee Konitz, Toots Thielemans, Rudy Van Gelder, Snooky Young
- 2010 Muhal Richard Abrams, George Avakian, Kenny Barron, Bill Holman, Bobby Hutcherson, Yusef Lateef, Annie Ross, Cedar Walton
- 2011 Hubert Laws, David Liebman, Johnny Mandel, Orrin Keepnews i rodzina Marsalisów (Ellis Marsalis, Branford Marsalis, Wynton Marsalis, Delfeayo Marsalis oraz Jason Marsalis)
- 2012 Jack DeJohnette, Von Freeman, Charlie Haden, Sheila Jordan, Jimmy Owens
- 2013 Mose Allison, Lou Donaldson, Lorraine Gordon, Eddie Palmieri
- 2014 Jamey Aebersold, Anthony Braxton, Richard Davis, Keith Jarrett
- 2015 Carla Bley, George Coleman, Charles Lloyd, Joe Segal
- 2016 Gary Burton, Wendy Oxenhorn, Pharoah Sanders, Archie Shepp
- 2017 Dee Dee Bridgewater, Ira Gitler, Dave Holland, Dick Hyman, Lonnie Smith
- 2018 Todd Barkan, Joanne Brackeen, Pat Metheny, Dianne Reeves
- 2019 Stanley Crouch, Bob Dorough, Abdullah Ibrahim, Maria Schneider
- 2020 Dorthaan Kirk, Bobby McFerrin, Roscoe Mitchell, Reggie Workman
- 2021 Terri Lyne Carrington, Albert Heath, Phil Schaap, Henry Threadgill[2]
- 2022 Billy Hart, Donald Harrison, Stanley Clarke, Cassandra Wilson
- 2023 Regina Carter, Kenny Garrett, Louis Hayes, Sue Mingus
- 2024 Gary Bartz, Terence Blanchard, Willard Jenkins, Amina Claudine Myers
- 2025 Marshall Allen, Marilyn Crispell, Chucho Valdés, Gary Giddins